# Zbigniew Krzyżewski
Zbigniew Krzyżewski ps. „Dewajtis” (ur. 11 sierpnia 1922 w Warszawie, zm. 2020) – polski działacz konspiracji niepodległościowej w czasie II wojny światowej, uczestnik powstania warszawskiego, działacz kombatancki.
Urodził się w Warszawie jako syn Józefa i Anny. W czasie powstania warszawskiego był żołnierzem w szeregach I plutonu – 2. kompanii „Anna” – batalionu NOW-AK „Antoni” w zgrupowaniu „Paweł” AK, a następnie od 7 sierpnia w szeregach I plutonu – kompanii „Anna” – batalionu „Gustaw” – zgrupowania „Róg” AK przechodząc szlak bojowy przez Wolę, Stare Miasto i Śródmieście. Po powstaniu trafił do niewoli niemieckiej jako jeniec Stalagu XI B Fallingbostel. Po wyzwoleniu pozostał na Zachodzie gdzie dołączył do Brygady Świętokrzyskiej NSZ, służąc w Kompanii Wartowniczej BŚ. Mieszkał w USA. W 2010 za wybitne zasług w działalności polonijnej i kombatanckiej został odznaczony Krzyżem Kawalerskim Orderu Zasługi Rzeczypospolitej Polskiej.